# 迈克尔·马罗内 (足球运动员)
迈克尔·马罗内（1987年1月27日 - ），澳大利亚籍足球运动员，他在场上司职中场或者后卫。

## 俱乐部生涯
马罗内在阿德莱德联的首次亮相是2008年12月18日举行的世俱杯中对阵阿赫利的第54分钟换下丹尼尔·马伦上场的。
2009年1月25日对阵中岸水手的比赛中，他在澳超的绿茵场上首次亮相。
2009年3月3日，马罗内获得了一份正式的一线球员合同。在此后的一个赛季中，他共上场16次，其中13次为首发，上场时间1324分钟。
2010年4月3日，马罗内与澳超新星墨爾本雄心足球俱樂部签下了一份两年的合同。

## 数据统计
(数据截止2010年2月2日)
| 俱乐部     | 赛季    | 联赛1 | 联赛1 | 杯赛 | 杯赛 | 国际比赛2 | 国际比赛2 | 总计 | 总计 |
| 俱乐部     | 赛季    | 出场  | 进球  | 出场 | 进球 | 出场      | 进球      | 出场 | 进球 |
| ---------- | ------- | ----- | ----- | ---- | ---- | --------- | --------- | ---- | ---- |
| 阿德莱德联 | 2008–09 | 2     | 0     | 0    | 0    | 1         | 0         | 3    | 0    |
| 阿德莱德联 | 2009–10 | 16    | 0     | 0    | 0    | 0         | 0         | 16   | 0    |
| 总计       | 总计    |       |       |      |      |           |           | 19   | 0    |
| 墨尔本中心 | 2010–11 | 0     | 0     | 0    | 0    | 0         | 0         | 0    | 0    |
| 总计       | 总计    |       |       |      |      |           |           | 0    | 0    |

1 - 包括澳超决赛的数据

2 - 包括世俱杯、 亚冠联赛